# Wang Yudong
Wang Yudong (en chino tradicional, 王鈺棟; en chino simplificado, 王钰栋; pinyin, Wáng Yùdòng; Fenghua, Ningbo, Zhejiang, 23 de noviembre de 2006) es un futbolista chino. Juega de extremo izquierdo, mediocentro ofensivo y delantero centro, su equipo actual es el Zhejiang Professional Football Club de la Superliga de China, máxima categoría del fútbol chino.

## Trayectoria
El 20 de julio de 2023 firmó su primer contrato profesional con Zhejiang. Cinco días después tuvo su debut oficial, en octavos de final de la Copa de China, ingresó en los minutos finales para medirse contra Shanghái Shenhua pero perdieron 5-1, jugó contra el equipo que se posteriormente se coronaría campeón del torneo. El 26 de agosto debutó en el campeonato local, ingresó nuevamente al final del partido, en lo que fue la victoria 3-0 frente a Dalian Pro. Con 16 años, 9 meses y 3 días se convirtió en el futbolista más joven de la historia en la Superliga de China.
En su primer año, disputó 8 partidos y colaboró con una asistencia, fue premiado como el mejor jugador sub-17 del país.

## Selección nacional
Ha sido internacional con la selección de fútbol de China en las categorías juveniles sub-17, sub-20 y sub-23.
El 28 de febrero de 2025 fue convocado por primera vez a la selección absoluta, para las fechas FIFA del mes siguiente. Debutó con China el 25 de marzo, ingresó al minuto 65 para enfrentar a Australia pero perdieron 0-2 en la tercera ronda de la clasificación de AFC para el Mundial.
En su segunda participación con los dragones, estuvo los 90 minutos en cancha pero perdieron 1-0 contra Indonesia. China no logró la clasificación a la Copa Mundial 2026.
El 10 de junio de 2025, en su tercer partido con la absoluta, volvió a ser titular, ya en tiempo cumplido a través de un penal convirtió su primer gol, en lo que fue la victoria 1-0 frente a Baréin.

### Goles internacionales
| # | Fecha               | Lugar                                                  | Oponente | Gol | Resultado | Competición                                |
| - | ------------------- | ------------------------------------------------------ | -------- | --- | --------- | ------------------------------------------ |
| 1 | 10 de junio de 2025 | Estadio de Fútbol Chongqing Longxing, Chongqing, China | Baréin   | 1–0 | 1–0       | Clasificación para la Copa Mundial de 2026 |

## Estadísticas
Actualizado al último partido disputado el 16 de mayo de 2025.
| Club                    | Div.          | Temporada     | Liga  | Liga  | Liga   | Copas nacionales | Copas nacionales | Copas nacionales | Copas internacionales | Copas internacionales | Copas internacionales | Total | Total | Total  |
| Club                    | Div.          | Temporada     | Part. | Goles | Asist. | Part.            | Goles            | Asist.           | Part.                 | Goles                 | Asist.                | Part. | Goles | Asist. |
| ----------------------- | ------------- | ------------- | ----- | ----- | ------ | ---------------- | ---------------- | ---------------- | --------------------- | --------------------- | --------------------- | ----- | ----- | ------ |
| Zhejiang P. F. C. China | 1.ª           | 2023          | 4     | 0     | 1      | 1                | 0                | 0                | 3                     | 0                     | 0                     | 8     | 0     | 1      |
| Zhejiang P. F. C. China | 1.ª           | 2024          | 11    | 0     | 0      | 2                | 0                | 0                | -                     | -                     | -                     | 13    | 0     | 0      |
| Zhejiang P. F. C. China | 1.ª           | 2025          | 12    | 8     | 0      | 1                | 1                | 0                | 6                     | 1                     | 1                     | 19    | 10    | 1      |
| Zhejiang P. F. C. China | Total club    | Total club    | 27    | 8     | 1      | 4                | 1                | 0                | 9                     | 1                     | 1                     | 40    | 10    | 2      |
| Total carrera           | Total carrera | Total carrera | 27    | 8     | 1      | 4                | 1                | 0                | 9                     | 1                     | 1                     | 40    | 10    | 2      |
| 1. 2.                   |               |               |       |       |        |                  |                  |                  |                       |                       |                       |       |       |        |

## Palmarés

### Distinciones individuales
| Distinción                | Año  |
| ------------------------- | ---- |
| Golden Boy Chino (sub-17) | 2023 |